# Grottenhyena
De grottenhyena of holenhyena (Crocuta spelaea) was een middelgroot roofdier dat is uitgestorven aan het eind van het Pleistoceen, tussen 20.000 en 10.000 jaar geleden.

## Verwantschap
De in Afrika algemeen voorkomende gevlekte hyena is de meest naaste verwant van de grottenhyena. De laatste wordt vaak beschouwd als een ondersoort van de gevlekte hyena. Er zijn redenen om aan te nemen dat het gedrag van de grottenhyena veel overeenkomsten vertoonde met de gevlekte hyena.

## Leefwijze
Het was een sociaal dier, dat in groepen jaagde op behoorlijk grote zoogdieren. Het dier leefde daarnaast ook van aas, waarvan hij met zijn sterke kaken de botten kon breken om bij het voedzame merg te komen.

## Verspreiding
Grottenhyena's kwamen voor in Europa, Azië en Afrika. Zoals zijn naam suggereert zijn er veel overblijfselen van dit dier gevonden in grotten, waar zij zich veel leken op te houden tijdens de ijstijden. Deze grotten waren tevens de verblijfplaatsen van vroege mensachtigen als de Heidelbergmens en de neanderthaler, die ook voedselconcurrenten van de grottenhyena waren. Ook in Nederland zijn fossiele resten van de grottenhyena op een aantal plaatsen aangetroffen.